# Minggir
Minggir ist ein Distrikt (Kecamatan) im Regierungsbezirk (Kabupaten) Sleman der Sonderregion Yogyakarta im Süden der Insel Java. Der Kecamatan liegt im Westen des Kabupatens. Er zählte Ende 2021 32.449 Einwohner auf 27,27 km² Fläche.

## Geographie
Er hat folgende Kecamatan als Nachbarn:
| Richtung0000 | Name Kec.  | Kabupaten   | Provinz |
| Norden       | Kalibawang | Kulon Progo | DIY*    |
| Osten        | Seyegan    | Sleman      | DIY     |
| Süden        | Moyudan    | Sleman      | DIY     |
| Westen       | Nanggulan  | Kulon Progo | DIY     |

* D.I.Yogyakarta

## Verwaltungsgliederung
Der Kecamatan (auch Kapanewon genannt) gliedert sich in fünf ländliche Dörfer (Desa, auch Kalurahan genannt):
| PUM-Code 1    | Desa         | Fläche (km²) | Bevölkerung zur Volkszählung 2 | Bevölkerung zur Volkszählung 2 | Bevölkerung zur Volkszählung 2 | Bevölkerung zur Volkszählung 2 | Bevölkerung zur Volkszählung 2 | Bevölkerung zur Volkszählung 2 | Padu- kuhan 4 | RW/ RT 5 |
| PUM-Code 1    | Desa         | Fläche (km²) | 002000                         | 002010                         | Männer                         | Frauen                         | 2020                           | Dichte 3                       | Padu- kuhan 4 | RW/ RT 5 |
| ------------- | ------------ | ------------ | ------------------------------ | ------------------------------ | ------------------------------ | ------------------------------ | ------------------------------ | ------------------------------ | ------------- | -------- |
| 34.04.04.2001 | Sendangarum  | 3,45         | 3.267                          | 3.362                          | 1.739                          | 1.839                          | 3.578                          | 1.037,10                       | 9             | 20/40    |
| 34.04.04.2002 | Sendangmulyo | 6,70         | 6.624                          | 6.195                          | 3.394                          | 3.444                          | 6.838                          | 1.020,60                       | 16            | 34/75    |
| 34.04.04.2003 | Sendangagung | 6,56         | 6.722                          | 7.306                          | 3.950                          | 4.110                          | 8.060                          | 1.228,66                       | 15            | 34/77    |
| 34.04.04.2004 | Sendangsari  | 4,58         | 4.269                          | 4.534                          | 2.358                          | 2.566                          | 4.924                          | 1.075,11                       | 12            | 26/59    |
| 34.04.04.2005 | Sendangrejo  | 5,98         | 7.225                          | 7.866                          | 4.254                          | 4.456                          | 8.710                          | 1.456,52                       | 16            | 37/87    |
| 34.04.04      | Kec. Minggir | 27,27        | 28.107                         | 29.263                         | 15.695                         | 16.415                         | 32.110                         | 1.177,48                       | 68            | 151/338  |

* Alternative Schreibweise einiger Dörfer (BPS): Sendang Arum, Sendang Mulyo und Sendang Rejo

## Demographie
Grobeinteilung der Bevölkerung nach Altersgruppen (zum Zensus 2020)
| Altersgruppen | 00Männer | 00Frauen | zusammen |
| ------------- | -------- | -------- | -------- |
| 0 – 14        | 3.068    | 3.120    | 6.188    |
| 15 – 64       | 10.566   | 10.762   | 21.328   |
| 65+           | 2.061    | 2.533    | 4.594    |
| gesamt        | 15.695   | 16.415   | 32.110   |
| anteilig (%)  |          |          |          |
| 0 – 14        | 19,55    | 19,01    | 19,27    |
| 15 – 64       | 67,32    | 65,56    | 66,42    |
| 65+           | 13,13    | 15,43    | 14,31    |

### Bevölkerungsentwicklung
In den Ergebnissen der sieben Volkszählungen seit 1961 ist folgende Entwicklung ersichtlich:
| Einheit/Jahr     | 1961         | 1971         | 1980         | 1990         | 2000         | 2010         | 2020         |
| ---------------- | ------------ | ------------ | ------------ | ------------ | ------------ | ------------ | ------------ |
| Kec. Minggir     | 28.972       | 30.493       | 31.056       | 29.125       | 28.107       | 29.263       | 32.110       |
| Anteil in %      | 5,61         | 5,18         | 4,59         | 3,73         | 3,12         | 2,68         | 2,85         |
| Kab. Sleman      | 516.653      | 588.313      | 677.323      | 780.334      | 901.377      | 1.093.110    | 1.125.804    |
| Sonderregion DIY | 00 2.231.062 | 00 2.487.177 | 00 2.750.025 | 00 2.912.611 | 00 3.120.478 | 00 3.457.491 | 00 3.66.8719 |